# Отто Печ
Отто Печ (нім. Otto Paetsch; 3 серпня 1909, Рейнгаузен — 16 березня 1945, Альтдамм) — німецький офіцер Ваффен-СС, штандартенфюрер СС, кавалер Лицарського хреста Залізного хреста з Дубовим листям.

## Ранні роки
Отто Печ народився 3 серпня 1909 року в місті Рейнгаузен. 1 квітня 1930 року Печ вступив в НСДАП (партійний квиток № 230 180), а 16 березня 1931 року в СС (службове посвідчення № 6 143).
У жовтні 1934 року Отто перевели в штандарт СС «Германія», що був в складі Частин посилення СС, попередника Ваффен-СС. У 1939 році був призначений командиром взводу 15-го штурму штандарта СС «Германія».

## Друга світова війна
У листопаді 1939 року стає командиром 15-ї роти моторизованого полку СС «Германія», а з кінця 1940 року — 3-й офіцер Генштабу (начальник розвідки) штабу дивізії СС «Вікінг». Отто Печ взяв участь в Польській і Французькій кампаніях, а також в боях на Східному фронті.
9 листопада 1941 Отто став Штурмбаннфюрером СС і був призначений командиром самохідного розвідувального батальйону СС «Вікінг». З 1 липня 1943 по 7 березня 1944 року був командиром 103-го важкого танкового батальйону СС, а з березня 1944 року — 1-го батальйону 5-го танкового полку СС «Вікінг».
У червні 1944 року Отто Печ був переведений в 10-ту танкову дивізію СС «Фрундсберг», де став командиром 10-го танкового полку СС «Фрундсберг». За відзнаки в боях у Нормандії 23 серпня 1944 року був нагороджений Лицарським хрестом Залізного хреста.
У серпні 1944 року полк Печа був оточений англо-американськими військами в Фалезькому котлі. Отто Печ був вбитий 16 березня 1945 року. 5 квітня 1945 року Отто був нагороджений посмертно Дубовим листям до Лицарського хреста Залізного хреста.

## Звання
- Штурмбаннфюрер СС (9 листопада 1941)
- Оберштурмбаннфюрер СС (9 листопада 1943)
- Штандартенфюрер СС (посмертно)

## Нагороди
- Йольський свічник (16 грудня 1935)
- Перстень «Мертва голова»
- Почесна шпага рейхсфюрера СС
- Медаль «За вислугу років у СС»
  - 4-го ступеня (4 роки)
  - 3-го ступеня (8 років; 1939)
- Залізний хрест
  - 2-го класу (3 серпня 1941)
  - 1-го класу (15 вересня 1942)
- Штурмовий піхотний знак в бронзі
- Медаль «За зимову кампанію на Сході 1941/42» (1942)
- Нагрудний знак «За танкову атаку» в сріблі
- Нагрудний знак «За поранення» в золоті — всього був поранений 11 разів.
- Німецький хрест в золоті (24 квітня 1943) як штурмбаннфюрер СС і командир самохідного розвідувального батальйону СС «Вікінг»
- Лицарський хрест Залізного хреста з Дубовим листям
  - Лицарський хрест (23 серпня 1944) як оберштурмбаннфюрер СС і командир 10-го танкового полку СС «Фрундсберг»
  - Дубове листя (№ 820) (5 квітня 1945) як оберштурмбаннфюрер СС і командир 10-го танкового полку СС «Фрундсберг»